# Carina Diesing
Carina Diesing (* 20. August 1993 in Fürstenfeldbruck) ist eine deutsche Schauspielerin, die durch ihre Rollen in verschiedenen Fernseh- und Filmproduktionen bekannt wurde.

## Karriere
Im Jahr 2008 bekam Diesing die Rolle der Sophie in der Fernsehkomödie Auf der Suche nach dem G-Punkt. Hier spielte sie u. a. neben Max Tidof, Elena Uhlig, Oliver Korittke und Fritz Karl.
Von 2010 bis 2012 spielte Diesing die durchgehende Hauptrolle Victoria Wilson in der Medical Daily Herzflimmern – Die Klinik am See und wirkte zuletzt in einer Folge von Der Alte mit.
Zwischen September 2014 und Juli 2016 absolvierte sie ihre Schauspielausbildung an der Schauspielschule Zerboni.
2019 spielte Carina Diesing die Hauptrolle in dem Film Tag X, wofür sie beim Mabig Film Festival 2020 als beste Schauspielerin ausgezeichnet wurde.
2017 trat sie in der Fernsehserie Hubert und Staller in der Folge Blackout auf und wiederholte ihre Mitwirkung in der Fortsetzung der Serie, Hubert ohne Staller, im Jahr 2023 in der Folge Das letzte Abendmahl.

## Filmografie
- 2009: Auf der Suche nach dem G. (Fernsehfilm)
- 2009: Wunschkonzert (Kurzfilm)
- 2010: Seppi & Hias – Bayerisch-Türkische Lausbubengeschichten (Kurzfilm)
- 2011: Taktlos (Kurzfilm)
- 2011–2012: Herzflimmern – Die Klinik am See (Fernsehserie, 237 Folgen)
- 2013: Der Alte (Fernsehserie, 1 Folge)
- 2013: Morgengrauen (Kurzfilm)
- 2014: Wasser und Sahne (Kurzfilm)
- 2014–2023: Aktenzeichen XY... ungelöst (Fernsehserie, 3 Folgen)
- 2015: Dahoam is Dahoam (Fernsehserie)
- 2015: Fluch des Falken (Fernsehserie, 8 Folgen)
- 2016: Morden im Norden  (Fernsehserie, Folge Ausgespielt)
- 2016: Engelsbua (Kurzfilm)
- 2017: Hubert und Staller (Fernsehserie, Folge Blackout)
- 2018: Reiterhof Wildenstein – Die Pferdeflüsterin (Fernsehserie)
- 2019: Tag X
- 2019: Sigillum (Kurzfilm)
- 2019: Der Alte (Fernsehserie, Folge Knock-out)
- 2020: Letzte Worte (Kurzfilm)
- 2023: Hubert ohne Staller (Fernsehserie, Folge Das letzte Abendmahl)